# Der Goldschmied und die Sängersklavin

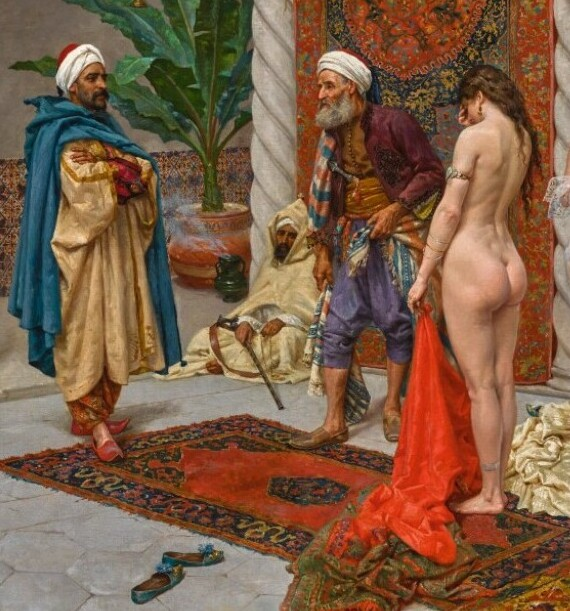
Die Sängersklavin wird nach den Beschuldigungen inspiziert. Orientalismus-Gemälde von Giulio Rosati.

Der Goldschmied und die Sängersklavin ist eine der Geschichten aus Tausendundeiner Nacht. In der Arabian Nights Encyclopedia wird sie als ANE 194 gelistet. Sie ist eine Binnengeschichte der größeren Erzählung Die List und Tücke der Frauen (ANE 181).
In der Geschichte bringt ein Goldschmied auf brutale Weise eine Sängersklavin in seinen Besitz.

## Handlung
Einst lebte im Osten Persiens, in Chorasan, ein Goldschmied, der den Frauen und dem Weintrinken ergeben war. Eines Tages fiel im Haus eines Freundes sein Blick auf das Bildnis eines schönen Mädchens, dass in ihm die gefährliche und krank machende Leidenschaft der Liebe hervorrief. Schließlich erfuhr er den Namen des Malers, der erklärte, dass er das Bild nach lebendem Vorbild gemalt hatte: nach einem Sängersklavin des Wesirs am Königshof im indischen Kaschmir.
Daraufhin begab sich der Goldschmied nach Kaschmir, wo er erfuhr, dass der dort herrschende König ein gerechter Mann war, der aber unnachgiebig Hexen und Zauberer verfolgte und sie in eine Grube warf, wo sie den Hungertod erlitten. Da ersann der Goldschmied eine List und drang eines Nachts unerkannt in das Haus des Wesirs ein, wo er neben anderen schlafenden Sklavinnen auch das Mädchen seiner Träume, die auf dem Bild gemalte Sängersklavin schlafend vorfand. Nun zog der Goldschmied ein Messer und fügte der schlafenden Sklavin eine leichte, aber sichtbare Wunde zu, von der sie erschrocken aufwachte und panisch vor Angst den Eindringling anwies, eine ihrer Schmuckschatullen mitzunehmen, aber ihr Leben zu verschonen. Der Goldschmied tat wie geheißen und verließ das Haus des Wesirs wieder.
Am nächsten Morgen begab sich der Goldschmied zum König und erklärte, er sei und Sufi-Pilger und habe nachts vor den Toren der Stadt vier Hexen gesehen, die auf einem Besen, einem Weinkrug, einem Feuerhaken und einer schwarzen Hündin geritten seien. Dabei habe ihn eine der Hexen angegriffen und er habe ihr mit dem Messer einen Stich in das Gesäß versetzt, wobei sie eine Schmuckschatulle verloren habe, welche er nun dem König übergab. Dann zog sich der Goldschmied zurück.
Als der König, der gegen alle Hexen vorgehen wollte, und der Wesir die Schatulle öffneten, fanden sie darin auch ein Halsband, dass der König dem Wesir geschenkt hatte, der es wiederum seiner Sängersklavin gegeben hatte. Daraufhin wurde die Sängersklavin herbeigeschafft und ihr Körper überprüft auf die von dem Goldschmied beschriebene Wunde, die sie auch fanden. Daraufhin waren sie von ihrer Schuld überzeugt und warfen die vermeintliche Hexe in die Hexengrube, wo sie den Hungertod erleiden sollte.

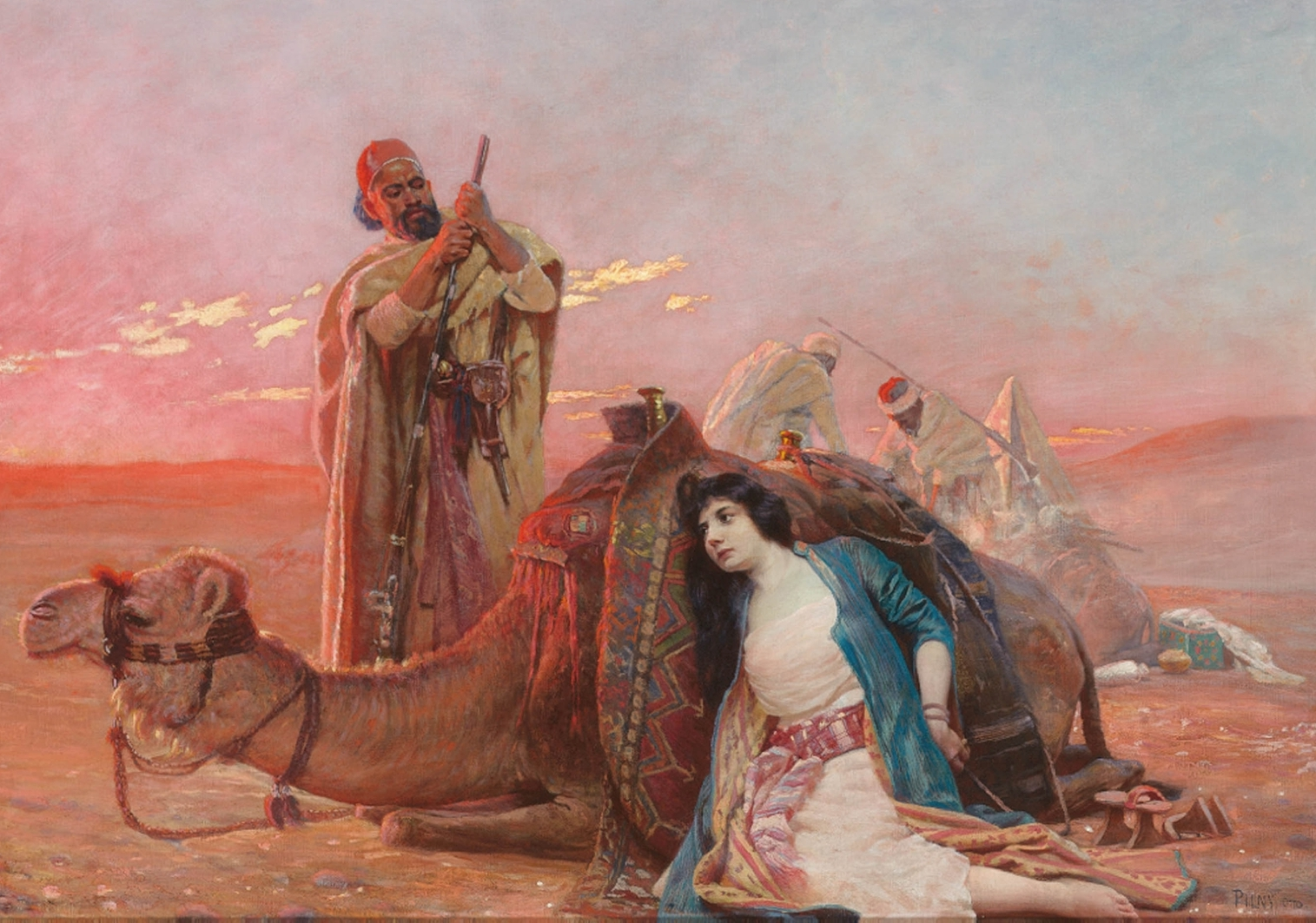
Der Goldschmied bringt die von ihm durch List entführte Sängersklavin in seine Heimat Persien. Orientalismus-Gemälde von Otto Pilny (1866–1936).

In der Nacht begab sich der Goldschmied zur Hexengrube, bestach eine der Wachen mit einer Summe von eintausend Dinaren und zog die unschuldige als Hexe verurteilte Sklavin aus der Hexengrube heraus, wodurch er sie nun in seinen Besitz gebracht hatte und mit ihr nach Persien zurückkehrte.

## Hintergrund

### Textgeschichte
Die Geschichte findet sich in den frühen arabischen Druckausgaben von Tausendundeine Nacht, darunter Bulaq I, der Breslauer Ausgabe, Kalkutta II, sowie der Reinhardt-Handschrift. Max Habicht verwendete für seine Übersetzung die Breslauer Ausgabe; Richard Francis Burton und Enno Littmann die Kalkutta-II-Edition.

### Erzählung nach der Breslauer Ausgabe
In der Breslauer Ausgabe wird die Geschichte mit stark veränderten Details und nicht als Binnengeschichte von Die List und Tücke der Frauen (ANE 181), sondern von Die vierzig Wesire (ANE 434) erzählt, die wiederum in Der Kaufmann und der Dschinni (ANE 8) eingebettet ist. Hier handelt es sich bei dem namenlosen Goldschmied um einen Maler namens Mahmud; die Sklavin lebt nicht in Kaschmir, sondern am persischen Hof in Isfahan und wird nicht am Gesäß, sondern an der Hand vom männlichen Protagonisten verwundet. Um die Sklavin später als vermeintliche Hexe zu identifizieren, stiehlt er der Sklavin nicht das Schmuckkästchen, sondern einen Schleier. Drei der vier angeblichen Hexen reiten nicht auf Gegenständen, sondern wie die vierte auf Tieren (Hyäne, schwarzer Hund, Widder und Leopard).

### Wissenswertes
Das Erzählmotiv, dass sich die Hauptfigur einer Geschichte mittels eines Bildes verliebt, findet sich in weiteren der Geschichten aus Tausendundeine Nacht, etwa in Ibrahim und Dschamila (ANE 258).

## Ausgaben
- Max Habicht: Tausend und eine Nacht – Arabische Erzählungen, F.W. Hendel Verlag, Leipzig 1926, 12 Bände (Erstausgabe 1824–1843, Breslauer Edition und Tunesische Handschrift), Band 1, S. 181–183.
- Enno Littmann: Die Erzählungen aus den tausendundein Nächten, Insel Verlag, Frankfurt 1968 (Erstausgabe 1922–1928), 6 Bände (Kalkutta-II-Edition), Band 4, S.